# Slivovitz

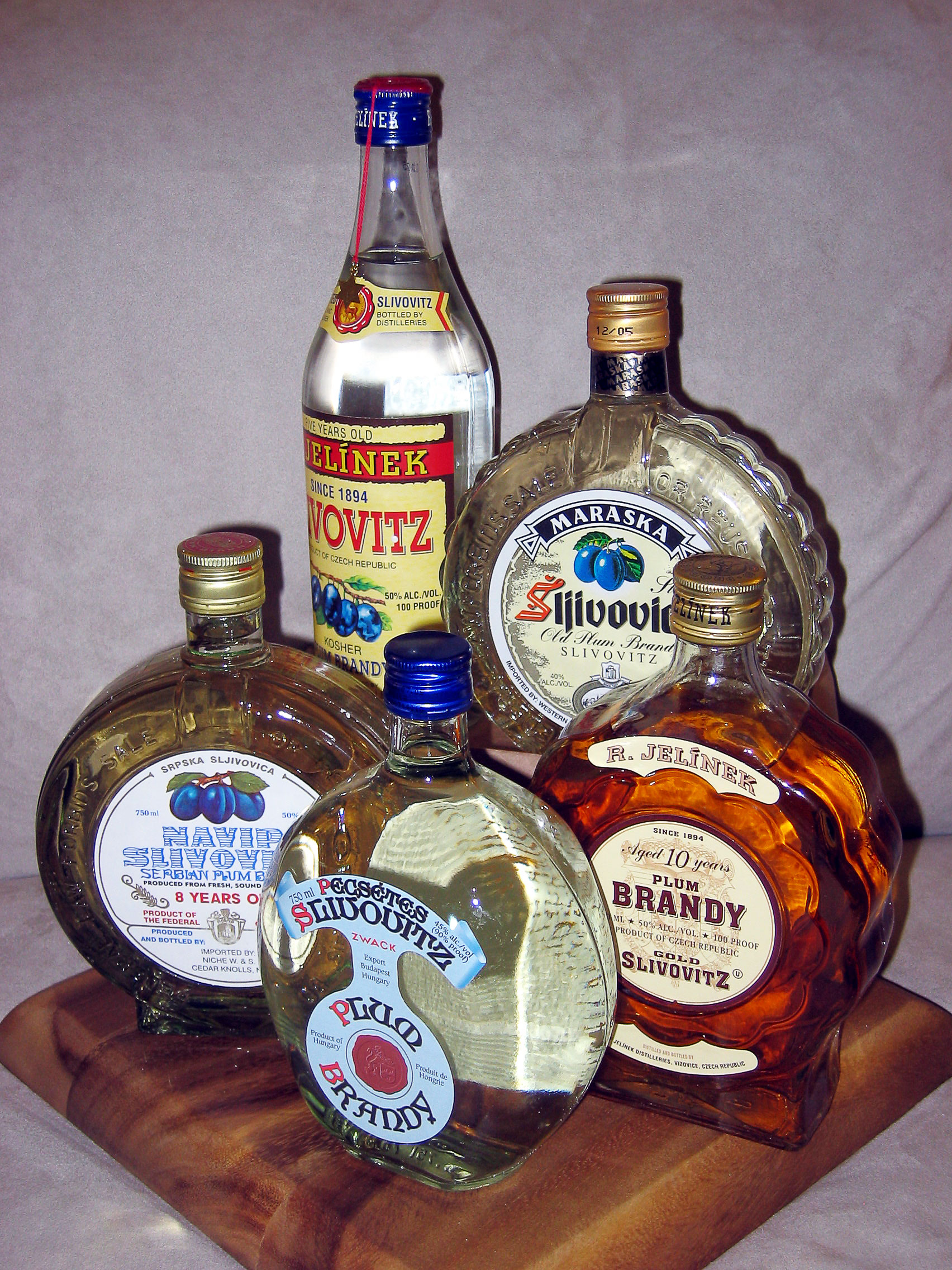
Varie bottiglie di Slivovitz

Lo slivovitz (in serbo Шљивовица?, Šljivovica) "сливова" (in bulgaro) è un'acquavite priva di colore, ricavata dalla distillazione di un liquido formato principalmente dalla fermentazione di prugne. È bevanda tradizionale dei paesi dei Balcani, spesso distillata in casa da una moltitudine variegata di prodotti naturali.

## Caratteristiche
Ricavata da prugne selvatiche o coltivate, si presenta incolore o color giallo chiaro.
Nei balcani è conosciuta come rakija. Il contenuto di alcol varia tra il 25 e il 70%, mentre la slivovica commercializzata ne contiene tra il 40 e il 45%.

## Produzione
È il distillato nazionale della Serbia, ed è prodotta in Bulgaria, Slovenia, Croazia, Bosnia ed Erzegovina e in diversi Stati dell'est Europa. In Italia è prodotta principalmente a Trieste ma anche in Friuli e nel Veneto. Nei Balcani il 70% della produzione di prugne viene impiegato nella distillazione della sljivovica (circa 424 300 tonnellate all'anno - FAO 1991–2001 -).

## Degustazione
Lo slivovitz si presta particolarmente ad essere consumato liscio in piccoli bicchierini, mentre è poco adatto all'uso nei cocktail dato che tende a coprire gli altri sapori.

## Particolarità
Si presenta con un leggero gusto di mandorle amare.